# Von Schoultz
von Schoultz är en släkt med flera förgreningar. Mest bekant är kanske den finländska grenen som adlades i Finland 1840 och introducerades på Finlands riddarhus samma år. Den svenska släktgrenen är inte adlad i Sverige och inte introducerad på svenska riddarhuset. Den räknas därför som ointroducerad adel.
Släkten von Schoultz kommer ursprungligen från Litauen-Polen, eller möjligen från Livland. Stamfader för både den svenska och finländska grenen är den polskfödde officeren Johan Schultz (1688-1752), som anslöt sig till Karl XII:s armé 1704. Efter stora nordiska krigets slut 1719 bosatte han sig i Stockholm. Från cirka 1740 börjar han kalla sig Johan von Schultz. Hans söner ändrar stavningen till von Schoultz under senare delen av 1700-talet.
Johan Schultz gifter sig 1720 med Johanna Wulf, dotter till en rådman i Stockholm och dennes polskfödda hustru. De får fem barn: Agneta, Martin, Johan, Fredrik och Samuel. Den svenska släktgrenen är ättlingar till Johan, den finländska grenen stammar från Fredrik. Martins och Samuels släktgrenar är utgångna på manssidan.
Något släktskap eller  samband med den svenska släkt som i våra dagar stavar sitt efternamn von Schultz finns inte. 
I maj 2016 uppgavs 54 personer med namnet von Schoultz som bosatta i Sverige och 43 personer som bosatta i Finland. Namnet förekommer också utan adelsprefix. Det var samma tid 219 personer i Sverige och 47 personer i Finland med efternamnet Schoultz.

## Personer med efternamnet von Schoultz eller Schoultz
- Eduard von Schoultz (1815–1881), svensk officer, professor och föreståndare för Chalmers
- Gustaf von Schoultz (1871–1946), finländsk sjömilitär
- Johan Tietrich Schoultz (1754–1807), sjömilitär och marinmålare
- Johanna von Schoultz (1813–1863), finlandssvensk sångerska
- Nils Fredric von Schoultz (1767–1816), finlandssvensk lagman och landshövding
- Nils Gustaf von Schoultz (1807-1838), svensk militär, kemist och äventyrare
- Odert von Schoultz (1914–1990), svensk reklamman, filmproducent och regissör
- Solveig von Schoultz (1907–1996), finlandssvensk författare
- Gösta von Schoultz (1914–2003), svensk museiman
- Åsa von Schoultz, också känd som Åsa Bengtsson, (född 1973), svensk professor i statsvetenskap